# Gran Premio motociclistico di Gran Bretagna 2022
Il Gran Premio motociclistico di Gran Bretagna 2022 è stato la dodicesima prova del motomondiale del 2022. Le vittorie nelle tre classi sono andate a: Francesco Bagnaia in MotoGP, Augusto Fernández in Moto2 e Dennis Foggia in Moto3.

## MotoGP
Con il primo ed il terzo posto di Bagnaia e Miller, la Ducati raggiunge e supera il traguardo dei 200 piazzamenti a podio nella classe MotoGP come costruttore.

### Arrivati al traguardo
| Pos. | Nº | Pilota                | Squadra                     | Motocicletta       | Giri | Tempo     | Griglia | Punti |
| ---- | -- | --------------------- | --------------------------- | ------------------ | ---- | --------- | ------- | ----- |
| 1º   | 63 | Francesco Bagnaia     | Ducati Lenovo               | Ducati Desmosedici | 20   | 40'10.260 | 5º      | 25    |
| 2º   | 12 | Maverick Viñales      | Aprilia Racing              | Aprilia RS-GP      | 20   | +0.426    | 2º      | 20    |
| 3º   | 43 | Jack Miller           | Ducati Lenovo               | Ducati Desmosedici | 20   | +0.614    | 3º      | 16    |
| 4º   | 23 | Enea Bastianini       | Gresini Racing              | Ducati Desmosedici | 20   | +1.651    | 8º      | 13    |
| 5º   | 89 | Jorge Martín          | Prima Pramac Racing         | Ducati Desmosedici | 20   | +1.750    | 9º      | 11    |
| 6º   | 88 | Miguel Oliveira       | Red Bull KTM Factory Racing | KTM RC16           | 20   | +2.727    | 13º     | 10    |
| 7º   | 42 | Álex Rins             | Suzuki Ecstar               | Suzuki GSX-RR      | 20   | +3.021    | 11º     | 9     |
| 8º   | 20 | Fabio Quartararo      | Monster Energy Yamaha       | Yamaha YZR-M1      | 20   | +3.819    | 4º      | 8     |
| 9º   | 41 | Aleix Espargaró       | Aprilia Racing              | Aprilia RS-GP      | 20   | +3.958    | 6º      | 7     |
| 10º  | 72 | Marco Bezzecchi       | Mooney VR46 Racing          | Ducati Desmosedici | 20   | +6.646    | 7º      | 6     |
| 11º  | 33 | Brad Binder           | Red Bull KTM Factory Racing | KTM RC16           | 20   | +7.730    | 14º     | 5     |
| 12º  | 10 | Luca Marini           | Mooney VR46 Racing          | Ducati Desmosedici | 20   | +13.439   | 10º     | 4     |
| 13º  | 30 | Takaaki Nakagami      | LCR Honda Idemitsu          | Honda RC213V       | 20   | +13.706   | 20º     | 3     |
| 14º  | 44 | Pol Espargaró         | Repsol Honda                | Honda RC213V       | 20   | +13.906   | 18º     | 2     |
| 15º  | 21 | Franco Morbidelli     | Monster Energy Yamaha       | Yamaha YZR-M1      | 20   | +16.359   | 19º     | 1     |
| 16º  | 4  | Andrea Dovizioso      | WithU Yamaha RNF            | Yamaha YZR-M1      | 20   | +20.805   | 24º     |       |
| 17º  | 73 | Álex Márquez          | LCR Honda Castrol           | Honda RC213V       | 20   | +21.099   | 17º     |       |
| 18º  | 87 | Remy Gardner          | Tech3 KTM Factory Racing    | KTM RC16           | 20   | +24.579   | 16º     |       |
| 19º  | 6  | Stefan Bradl          | Repsol Honda                | Honda RC213V       | 20   | +28.773   | 21º     |       |
| 20º  | 40 | Darryn Binder         | WithU Yamaha RNF            | Yamaha YZR-M1      | 20   | +33.653   | 23º     |       |
| 21º  | 25 | Raúl Fernández        | Tech3 KTM Factory Racing    | KTM RC16           | 20   | +35.601   | 22º     |       |
| 22º  | 49 | Fabio Di Giannantonio | Gresini Racing              | Ducati Desmosedici | 20   | +36.460   | 15º     |       |

### Ritirati
| Nº | Pilota       | Squadra             | Motocicletta       | Giri | Griglia |
| -- | ------------ | ------------------- | ------------------ | ---- | ------- |
| 36 | Joan Mir     | Suzuki Ecstar       | Suzuki GSX-RR      | 14   | 12º     |
| 5  | Johann Zarco | Prima Pramac Racing | Ducati Desmosedici | 8    | 1º      |

## Moto2

### Arrivati al traguardo
| Pos. | Nº | Pilota              | Squadra                  | Motocicletta | Giri | Tempo     | Griglia | Punti |
| ---- | -- | ------------------- | ------------------------ | ------------ | ---- | --------- | ------- | ----- |
| 1º   | 37 | Augusto Fernández   | Red Bull KTM Ajo         | Kalex        | 18   | 37'38.670 | 1º      | 25    |
| 2º   | 21 | Alonso López        | CAG Speed Up             | Boscoscuro   | 18   | +0.070    | 8º      | 20    |
| 3º   | 96 | Jake Dixon          | GasGas Aspar             | Kalex        | 18   | +0.662    | 6º      | 16    |
| 4º   | 79 | Ai Ogura            | Idemitsu Honda Team Asia | Kalex        | 18   | +1.741    | 3º      | 13    |
| 5º   | 40 | Arón Canet          | Flexbox HP40             | Kalex        | 18   | +1.946    | 10º     | 11    |
| 6º   | 13 | Celestino Vietti    | Mooney VR46 Racing       | Kalex        | 18   | +5.440    | 5º      | 10    |
| 7º   | 16 | Joe Roberts         | Italtrans Racing         | Kalex        | 18   | +7.528    | 2º      | 9     |
| 8º   | 9  | Jorge Navarro       | Flexbox HP40             | Kalex        | 18   | +10.647   | 12º     | 8     |
| 9º   | 12 | Filip Salač         | Gresini Racing           | Kalex        | 18   | +11.646   | 17º     | 7     |
| 10º  | 64 | Bo Bendsneyder      | Pertamina Mandalika SAG  | Kalex        | 18   | +12.259   | 7º      | 6     |
| 11º  | 18 | Manuel González     | Yamaha VR46 Master Camp  | Kalex        | 18   | +14.040   | 15º     | 5     |
| 12º  | 14 | Tony Arbolino       | Elf Marc VDS Racing      | Kalex        | 18   | +14.802   | 11º     | 4     |
| 13º  | 35 | Somkiat Chantra     | Idemitsu Honda Team Asia | Kalex        | 18   | +16.098   | 16º     | 3     |
| 14º  | 52 | Jeremy Alcoba       | Liqui Moly Intact GP     | Kalex        | 18   | +17.285   | 14º     | 2     |
| 15º  | 54 | Fermín Aldeguer     | CAG Speed Up             | Boscoscuro   | 18   | +19.253   | 20º     | 1     |
| 16º  | 7  | Barry Baltus        | RW Racing GP             | Kalex        | 18   | +19.336   | 21º     |       |
| 17º  | 19 | Lorenzo Dalla Porta | Italtrans Racing         | Kalex        | 18   | +27.544   | 19º     |       |
| 18º  | 61 | Alessandro Zaccone  | Gresini Racing           | Kalex        | 18   | +32.993   | 18º     |       |
| 19º  | 28 | Niccolò Antonelli   | Mooney VR46 Racing       | Kalex        | 18   | +34.996   | 26º     |       |
| 20º  | 24 | Simone Corsi        | MV Agusta Forward Racing | MV Agusta F2 | 18   | +40.187   | 25º     |       |
| 21º  | 33 | Rory Skinner        | American Racing          | Kalex        | 18   | +40.601   | 24º     |       |
| 22º  | 4  | Sean Dylan Kelly    | American Racing          | Kalex        | 18   | +40.943   | 28º     |       |
| 23º  | 81 | Keminth Kubo        | Yamaha VR46 Master Camp  | Kalex        | 18   | +45.026   | 27º     |       |
| 24º  | 74 | Piotr Biesiekirski  | Pertamina Mandalika SAG  | Kalex        | 18   | +56.612   | 29º     |       |

### Ritirati
| Nº | Pilota                  | Squadra                  | Motocicletta | Giri | Griglia |
| -- | ----------------------- | ------------------------ | ------------ | ---- | ------- |
| 23 | Marcel Schrötter        | Liqui Moly Intact GP     | Kalex        | 16   | 9º      |
| 75 | Albert Arenas           | GasGas Aspar             | Kalex        | 10   | 4º      |
| 42 | Marcos Ramírez          | MV Agusta Forward Racing | MV Agusta F2 | 7    | 23º     |
| 6  | Cameron Beaubier        | American Racing          | Kalex        | 4    | 13º     |
| 84 | Zonta van den Goorbergh | RW Racing GP             | Kalex        | 3    | 22º     |

## Moto3

### Arrivati al traguardo
| Pos. | Nº | Pilota               | Squadra                   | Motocicletta  | Giri | Tempo     | Griglia | Punti |
| ---- | -- | -------------------- | ------------------------- | ------------- | ---- | --------- | ------- | ----- |
| 1º   | 7  | Dennis Foggia        | Leopard Racing            | Honda NSF250R | 17   | 37'30.120 | 7º      | 25    |
| 2º   | 5  | Jaume Masiá          | Red Bull KTM Ajo          | KTM RC 250 GP | 17   | +0.252    | 21º     | 20    |
| 3º   | 53 | Deniz Öncü           | Red Bull KTM Tech3        | KTM RC 250 GP | 17   | +0.297    | 6º      | 16    |
| 4º   | 27 | Kaito Toba           | CIP Green Power           | KTM RC 250 GP | 17   | +0.738    | 14º     | 13    |
| 5º   | 82 | Stefano Nepa         | Angeluss MTA              | KTM RC 250 GP | 17   | +0.762    | 5º      | 11    |
| 6º   | 10 | Diogo Moreira        | MT Helmets - MSI          | KTM RC 250 GP | 17   | +0.881    | 1º      | 10    |
| 7º   | 17 | John McPhee          | Sterilgarda Husqvarna Max | Husqvarna     | 17   | +0.932    | 10º     | 9     |
| 8º   | 6  | Ryusei Yamanaka      | MT Helmets - MSI          | KTM RC 250 GP | 17   | +0.936    | 3º      | 8     |
| 9º   | 16 | Andrea Migno         | Rivacold Snipers          | Honda NSF250R | 17   | +1.108    | 13º     | 7     |
| 10º  | 99 | Carlos Tatay         | CFMoto Racing PrüstelGP   | CFMoto        | 17   | +1.790    | 22º     | 6     |
| 11º  | 43 | Xavier Artigas       | CFMoto Racing PrüstelGP   | CFMoto        | 17   | +1.827    | 15º     | 5     |
| 12º  | 19 | Scott Ogden          | VisionTrack Racing        | Honda NSF250R | 17   | +2.050    | 24º     | 4     |
| 13º  | 20 | Lorenzo Fellon       | SIC58 Squadra Corse       | Honda NSF250R | 17   | +2.186    | 16º     | 3     |
| 14º  | 54 | Riccardo Rossi       | SIC58 Squadra Corse       | Honda NSF250R | 17   | +2.383    | 4º      | 2     |
| 15º  | 31 | Adrián Fernández     | Red Bull KTM Tech3        | KTM RC 250 GP | 17   | +21.029   | 20º     | 1     |
| 16º  | 23 | Elia Bartolini       | QJMotor Avintia Racing    | KTM RC 250 GP | 17   | +21.064   | 23º     |       |
| 17º  | 64 | Mario Aji            | Honda Team Asia           | Honda NSF250R | 17   | +21.188   | 28º     |       |
| 18º  | 72 | Taiyo Furusato       | Honda Team Asia           | Honda NSF250R | 17   | +21.243   | 17º     |       |
| 19º  | 67 | Alberto Surra        | Rivacold Snipers          | Honda NSF250R | 17   | +21.430   | 27º     |       |
| 20º  | 9  | Nicola Fabio Carraro | QJMotor Avintia Racing    | KTM RC 250 GP | 17   | +21.454   | 25º     |       |
| 21º  | 70 | Joshua Whatley       | VisionTrack Racing        | Honda NSF250R | 17   | +30.280   | 26º     |       |
| 22º  | 41 | Marc García          | CIP Green Power           | KTM RC 250 GP | 17   | +42.153   | 30º     |       |
| 23º  | 22 | Ana Carrasco         | BOE Motorsports           | KTM RC 250 GP | 17   | +42.165   | 29º     |       |

### Ritirati
| Nº | Pilota         | Squadra                   | Motocicletta  | Giri | Griglia |
| -- | -------------- | ------------------------- | ------------- | ---- | ------- |
| 96 | Daniel Holgado | Red Bull KTM Ajo          | KTM RC 250 GP | 17   | 12º     |
| 48 | Iván Ortolá    | Angeluss MTA              | KTM RC 250 GP | 16   | 18º     |
| 44 | David Muñoz    | BOE Motorsports           | KTM RC 250 GP | 16   | 19º     |
| 24 | Tatsuki Suzuki | Leopard Racing            | Honda NSF250R | 16   | 8º      |
| 28 | Izan Guevara   | Gaviota GasGas Aspar      | Gas Gas       | 16   | 2º      |
| 11 | Sergio García  | Gaviota GasGas Aspar      | Gas Gas       | 14   | 11º     |
| 71 | Ayumu Sasaki   | Sterilgarda Husqvarna Max | Husqvarna     | 14   | 9º      |